# Martha Lund Olsen
Martha Lund Olsen (født 28. april 1961 i Upernavik) er en grønlandsk politiker. Hun var minister fra 2013 til 2017 og medlem af Grønlands parlament, Inatsisartut, for Siumut fra 2014 til 2018.

## Familie og uddannelse
Martha Lund Olsen er datter af overlærer Louis Olsen og overlærer Ane Lund og dermed lillesøster til politikeren Johan Lund Olsen (født 1958). Hun er uddannet socialrådgiver og terapeut i København og har efterfølgende studeret på Den Sociale Højskole i København og på Grønlands Universitet, Ilisimatusarfik, i Nuuk.

## Politisk karriere
Hun stillede første gang op til Grønlands parlament ved parlamentsvalget i 2013 for Siumut, men opnåede med 64 stemmer ikke valg. Alligevel blev hun efterfølgende udpeget af Aleqa Hammond til Regeringen Hammond I som justits- og familieminister. Hun fortsatte med samme ministerpost i Regeringen Hammond II samme år.
Den 3. oktober 2014 blev hun også udnævnt til fungerende minister for uddannelse, kirke, kultur og ligestilling, da Nick Nielsen havde trukket sig fra regeringen.
Mindre end to måneder senere blev der afholdt et nyt parlamentsvalg, hvor Martha Lund Olsen for første gang blev valgt til Grønlands parlament. Hun fik 226 stemmer, hvilket var fjerdeflest blandt Siumuts kandidater. Hun blev derefter udpeget af Kim Kielsen til Regeringen Kielsen II, hvor hun var minister for sociale anliggender, familie og ligestilling. Den 23. maj 2016 overtog hun også justitsministerposten fra Mala Høy Kúko. I oktober 2016 blev Regeringen Kielsen III dannet, hvor Martha Lund Olsen blev udnævnt til minister for kommuner, bygder, infrastruktur og boliger.
I januar 2017 udtrykte hun over for Kim Kielsen ønske om at stille op til kommunalvalget i 2017, hvilket førte til at han afskedigede hende som minister den 27. januar 2017, da han ikke ville have at regeringsmedlemmer fokuserede på andre opgaver end deres ministerpost. Lund Olsen indtog derefter sin plads i Grønlands parlament hvorfra hun havde haft orlov. I maj 2017 opnåede hun ved kommunalvalget med 482 stemmer flest stemmer for Siumut i Sermersooq Kommune og dermed en plads i kommunalbestyrelsen, men blev slået af den siddende borgmester Asii Chemnitz Narup (IA) med 2259 stemmer. Den 1. december 2017 blev hun socialdirektør i Sermersooq Kommune, hvorfor hun tog orlov fra kommunalbestyrelsen. Hun genopstillede heller ikke ved parlamentsvalget i 2018 af denne grund.

## Tiden efter 2018
Hun blev i 2022 ansat som velfærdsdirektør i Qeqqata Kommune.
Lund Olsen er formand for foreningen for socialrådgivere NIISIP. Hun blev i 2024 eksluderet af fagforeningen Atorfillit Kattuffiat (AK) efter at have kritiseret en overenskomst som AK havde indgået.